# 天牛新一郎
天牛新一郎（てんぎゅう しんいちろう、1892年11月25日 - 1991年6月2日)は、明治時代後期 - 昭和時代の古書店主。

## 人物・略歴
1892年（明治25年）、和歌山県伊都郡見好村（現・かつらぎ町）で生まれる。
1907年（明治40年）、大阪ミナミの二ツ井戸で露店の古本屋を始め、1915年（大正4年）、日本橋南詰東半丁で天牛書店を開店する。その後、古書店としては他に見られない品ぞろえと確かさで近畿在住の文化人の定評を得て、大阪府古書籍協同組合理事などを歴任し、1972年（昭和47年）に大阪産業功労賞、1974年（昭和49年）には大阪文化賞を受賞する。
1991年（平成3年）6月2日、98歳で死去。

## 著書
- 『われらが古本大学』2006年 ASIN: 4833901277